# Liparis glumacea
Liparis glumacea är en orkidéart som beskrevs av Rudolf Schlechter. Liparis glumacea ingår i släktet gulyxnen, och familjen orkidéer. Inga underarter finns listade i Catalogue of Life.